# Örasjön (Haverö socken, Medelpad)
Örasjön är en sjö i Ånge kommun i Medelpad och ingår i Ljungans huvudavrinningsområde. Sjön har en area på 0,172 kvadratkilometer och ligger 465,4 meter över havet. Sjön avvattnas av vattendraget Stor-Tjärsjöån.

## Delavrinningsområde
Örasjön ingår i det delavrinningsområde (693253-146227) som SMHI kallar för Inloppet i Stor-Tjärusjön. Medelhöjden är 484 meter över havet och ytan är 10,82 kvadratkilometer. Det finns inga avrinningsområden uppströms utan avrinningsområdet är högsta punkten. Stor-Tjärsjöån som avvattnar avrinningsområdet har biflödesordning 2, vilket innebär att vattnet flödar genom totalt 2 vattendrag innan det når havet efter 156 kilometer. Avrinningsområdet består mestadels av skog (75 procent) och sankmarker (12 procent). Avrinningsområdet har 0,24 kvadratkilometer vattenytor vilket ger det en sjöprocent på 2,2 procent.